# Gymnochiromyia fulvipyga
Gymnochiromyia fulvipyga är en tvåvingeart som beskrevs av Ebejer 2001. Gymnochiromyia fulvipyga ingår i släktet Gymnochiromyia och familjen gulflugor.
Artens utbredningsområde är Kanarieöarna. Inga underarter finns listade i Catalogue of Life.